# 린지 제이커벨리스
린지 제이커벨리스(영어: Lindsey Jacobellis, 1985년 8월 19일~)는 미국의 스노보드 선수이다. 주 종목은 크로스로 올림픽에서 금메달 1개, 은메달 1개를 획득했다. 또한 세계 선수권 대회에서 6번 우승했으며, 엑스 게임 10회 우승을 달성하는 등 20년 동안 여자 스노보드 크로스의 최강자로 군림했다. 토리노에서 열린 자신의 첫 올림픽인 2006년 동계 올림픽에서 은메달을 획득했으며, 이후 3번의 올림픽에 참가하는 동안 메달 획득에 실패하다가 자신의 5번째 올림픽인 2022년 동계 올림픽에서 금메달을 획득했다.